# Maurice Taieb
Maurice Taieb (n. 22 iulie 1935 – d. 23 iulie 2021) a fost geolog și paleoantropolog francez de origine tunisiană.
Taieb a descoperit formațiunea Hadar din Etiopia și, recunoscând importanța și potențialul acesteia pentru paleoantropologie a fondat Expediția internațională de cercetare a [Regiunii] Afar (în original, International Afar Research Expedition sau IARE).
Existența acestui important cadru organizatoric a permis co-directorului expediției, paleoantropologul american Donald Johanson, să descopere în 1974, o fosilă timpurie de hominin, scheletul parțial al unui exemplar feminin de australopicină, numit Lucy, în Valea Awash a Depresiunii Afar, din Regiunea Afar a Etiopiei.

## Viață personală
Taieb s-a născut în Tunisia, în 1935, dintr-un tată tunisian și o mamă franceză. În timpul primei sale tinereți, a călătorit extensiv în nordul Africii împreună cu unchiul său, un negustor ambulant care făcea comerț cu beduinii și care începuse tranzacțiile în suburbiile orașului Tunis, dar apoi se extinsese și în alte zone geografice.
Studiile universitare și postuniversitare le-a făcut la Paris, fiind absolvent, doctorand și doctor în geologie al Universității Pierre și Marie Curie (conform, Université Pierre-et-Marie-Curie, cunoscută și prin acronimul UPMC sau ca Universitatea din Paris VI). Dizertația sa de doctorat, susținută în 1974, a constat dintr-un studiu amănunțit al geologiei Bazinului hidrografic al râului Awash.

## Carieră științifică
În 1966, Taieb a început explorarea sa geologică a Regiunii Afar din Etiopia, combinând deplasările sale cu un Landrover și cu măgari, atunci când era imposibil de a ajunge în anumite locuri motorizat. În timp ce unele rapoarte menționează ajungerea sa în Hadar în 1970, Taieb descrie descoperirea siturilor primelor fosile, descoperite în zona Hadar, în 1968. Oricum, în 1972, Taieb a fondat entitatea IARE, fiind prezent și la descoperirile de doi ani mai târziu, când paleoantropologul Donald Johanson a descoperit fragmentele din scheletul femelei australopicină, numită Lucy.
Împreună cu co-directorii ai IARE, Donald Johanson și Yves Coppens, Taieb a fost unul din marii contributori la identificarea originii, geologiei și istoriei natural a Regiunii Afar. Zona Afar este remarcabilă pentru istoria evoluției umane, similar cu cea a Olduvai Gorge, întrucât aici au fost identificate fosile de hominide și hominine vechi de până la șase milioane de ani.
În următorii ani de după descoperirea fosilei Lucy, Taieb a devenit directorul cercetării Centrului Național a Cercetării Științifice (în original, Centre National de la Recherche Scientifique) (CNRS), la Centrul European de Cercetare și Predare a Geoștiințelor Mediului Înconjurător (conform, Centre Européen de Recherche et d'Enseignement de Géosciences de l'Environnement) (CEREGE), din Aix-en-Provence.